# Apollo Cinerama

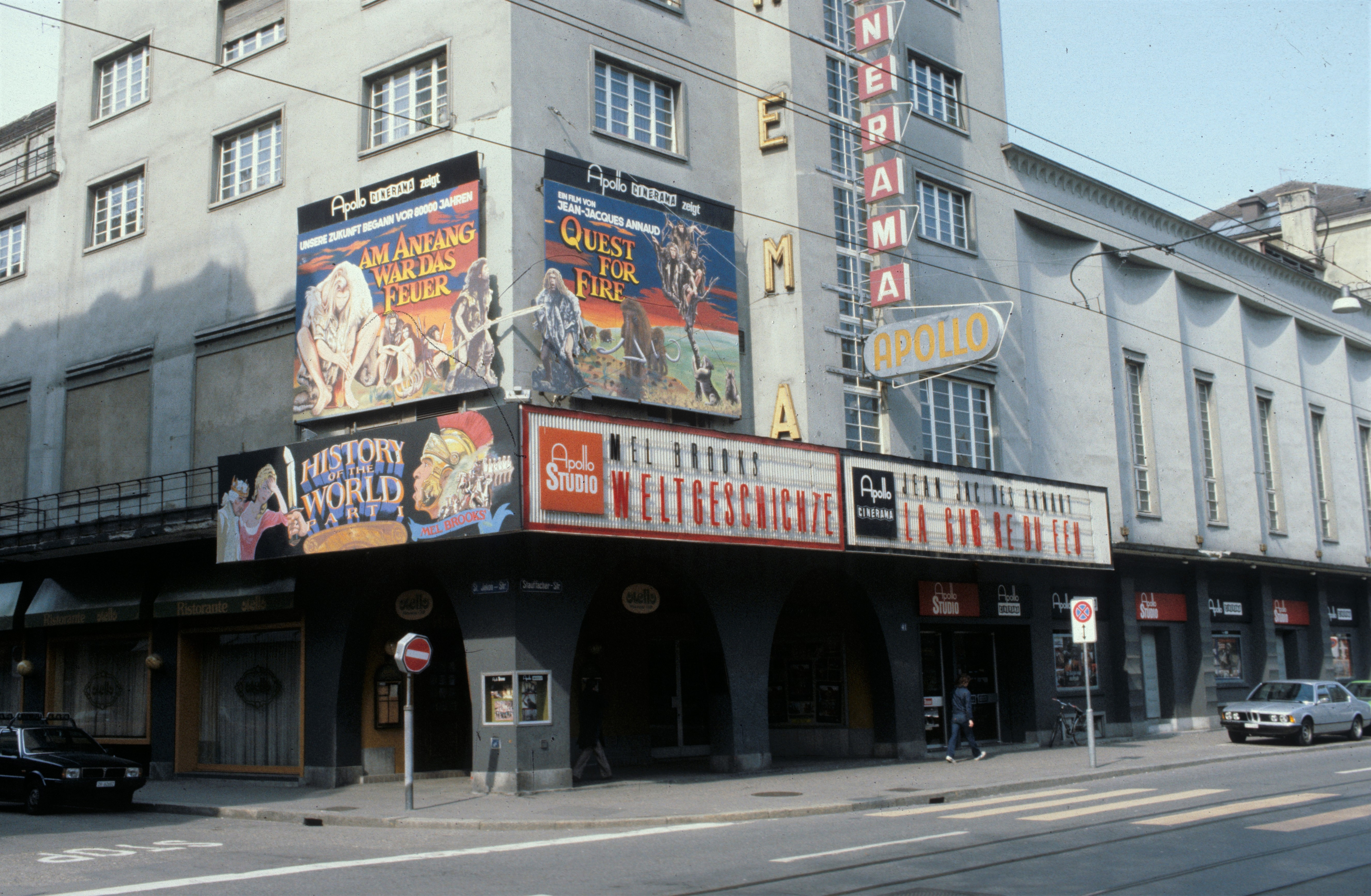
Apollo Cinerama (1987)

Das Apollo Cinerama ist ein im Jahre 1928 an der Stauffacherstrasse in Zürich mit 2000 Sitzplätzen eröffnetes Kino. 1929 wurde es auf Tonfilme umgerüstet, 1954 auf Cinemascope, 1964 auf Cinerama und in den 1970er Jahren auf Sensurround. Bis zur Schliessung des Apollo im Jahre 1988 galt es als grösstes Kino in Zürich. Nach dem Verkauf im Jahre 1988 übernahm die Schweizerische Bankgesellschaft (heute UBS) den Komplex und wandelte das Gebäude in Büroflächen um.

## Kinogebäude
Den Bau des Apollo im Jahre 1928 übernahm die spätere Eigentümerfamilie Scotoni selbst. Architekt war Peter Giumini. Weit weg vom Prunk und Kitsch der Ausstattung von amerikanischen Kinotheatern, entwickelte sich im deutschsprachigen Europa eine eigene Kinoarchitektur mit sachlichen, urbanen und expressiven Elementen. Das bauliche Vorbild, der Titaniapalast in Berlin, wurde aufgrund seiner Architektur von seinen Angestellten scherzhaft als „Asyl für Obdachlose“ bezeichnet.

## Kinoorgel
Das Apollo besass eine 1927 von M. Welte & Söhne gebaute Kinoorgel, die mit Lichteffekten verbunden war und der musikalischen Untermalung von Stummfilmen diente. Sie galt als grösste Kinoorgel Europas und bestand aus 4000 Teilen, darunter 2000 Pfeifen, die jede einzelne Note in 60 verschiedenen Klangfarben erklingen lassen sowie Spezialeffekte wie Sturm, Vogelgezwitscher oder zerberstendes Geschirr erzeugen konnte. 1998 wurde sie im Café-Theâtre Barnabé in Servion eingebaut.

## Programm und Bedeutung

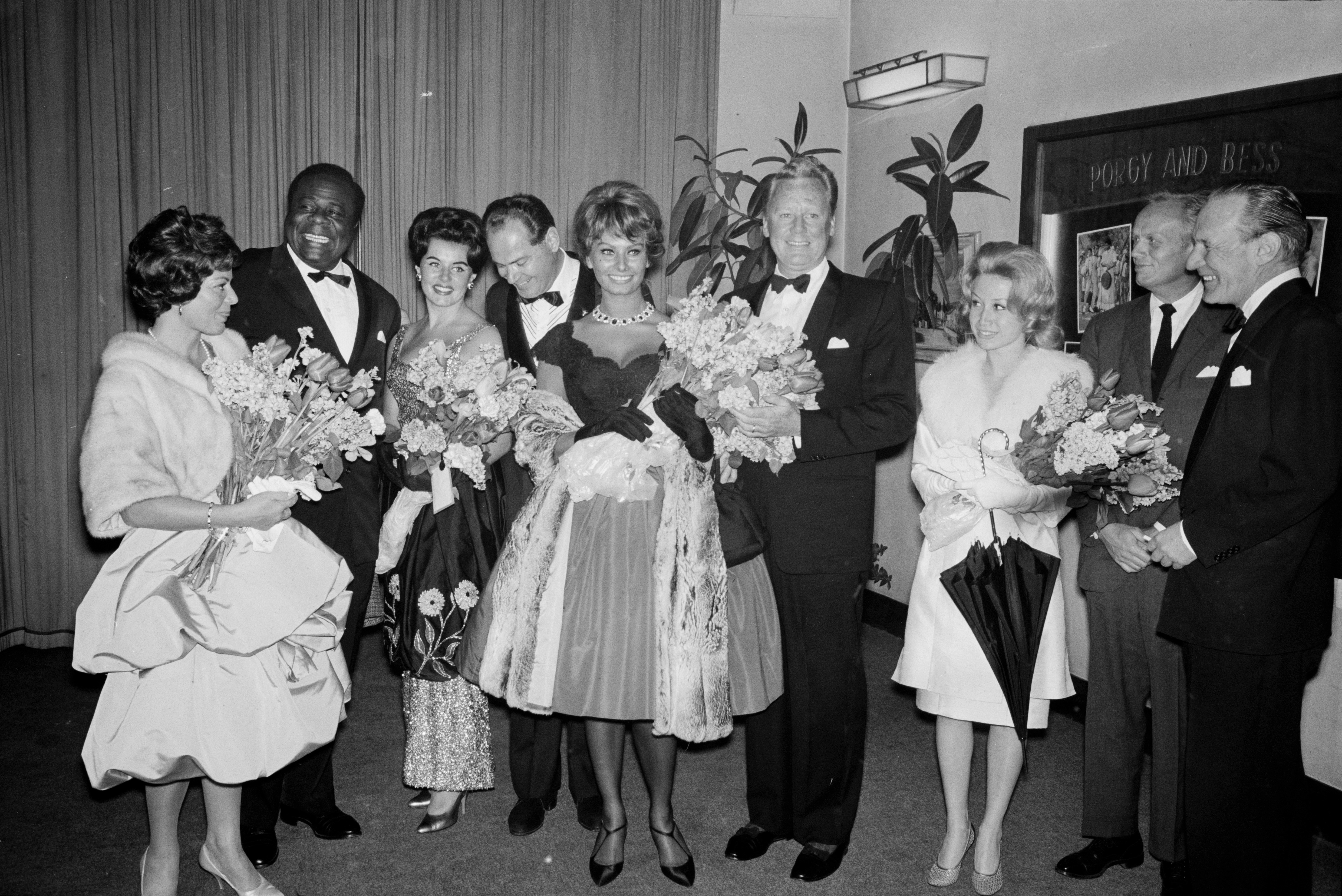
Première von "Porgy and Bess" 1960: von links: Lys Assia, Moses LaMarr, Eunice Gayson, Anton Eric Scotoni, Sophia Loren, Van Johnson, Alice Scott, Richard Widmark, Trevor Howard

In den Anfangsjahren bis zum Beginn des Zweiten Weltkriegs prägten vor allem Filmproduktionen der Terra Film AG (welche von 1930 bis 1935 ebenfalls im Besitz der Familie Scotoni war) das Programm des Apollo. Darunter waren Propagandafilme wie Hermine und die Sieben Aufrechten (1935) und Kameraden auf See (1938). Während des Zweiten Weltkrieges wurde es ruhig um das grösste Kino von Zürich. 
Erst Anfangs der 1960er Jahre mit der Übernahme des Kinos durch Anton Eric Scotoni erlebte das Apollo seine Blütezeit. Scotoni verstand es, durch grosse Filmpremieren – bei denen Stars wie Sean Connery, Elizabeth Taylor, Audrey Hepburn, Lys Assia, Eunice Gayson, Sophia Loren, Van Johnson, Richard Widmark und Trevor Howard anwesend waren – das Zürcher Publikum wieder für das Kinoerlebnis zu begeistern (u. a. wie Porgy und Bess 1960, Frühstück bei Tiffany 1961, Krieg der Sterne 1978, Sag niemals nie 1983).

## Das Ende

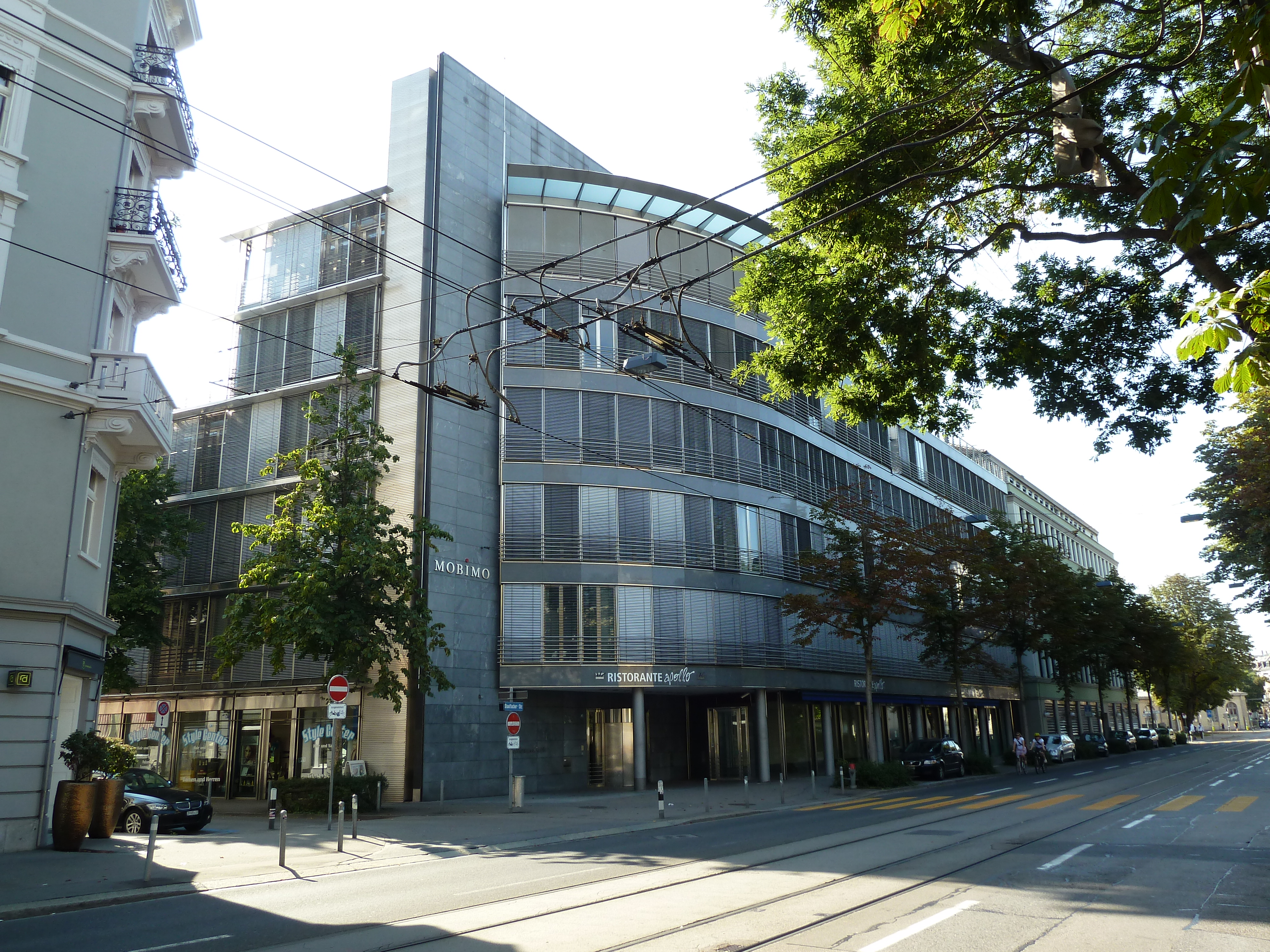
Apollo-Geschäftshaus

1985 zeichnete sich die baldige Schliessung des Apollo ab. Nachdem sich die Eigentümerin und die Stadt Zürich nicht über ein Sanierungskonzept für das Gebäude einigen konnten, verkaufte Anton Eric Scotoni 1988 den gesamten Gebäudekomplex an die Schweizerische Bankgesellschaft. Im gleichen Jahr wurde das Kino Apollo geschlossen.